# ستيفن دونكان
ستيفن دونكان (بالإنجليزية: Stephen Duncan)‏ هو مصرفي أمريكي، ولد في 4 مارس 1787 في Carlisle, Pennsylvania ‏ في الولايات المتحدة، وتوفي في 29 يناير 1867 في نيويورك في الولايات المتحدة.